# Klavdij Sluban
Klavdij Sluban, francoski fotograf slovenskega rodu, * 3. marec 1963, Pariz.
Klavdij Sluban je umetniški fotograf, ki svoja dela razstavlja v pomembnejših svetovnih muzejih in galerijah. Pozornost svetovne javnosti je pritegnil s svojim osebnim pristopom do fotografske prakse. Za svoja dela je prejel več nagrad, med drugim tudi European Publishers Award for Photography (EPAP, 2009) in prix Niépce (2000), najpomembnejša francoska nagrada za fotografijo. Prejel je tudi domačo nagrado Deklica s piščalko, ki so mu jo podelili 8. februarja 2013 v Kočevju.
Njegova fotografija je črno-bela, potovalna, dokumentarna. S fotografskim aparatom dokumentira svoja potovanja in realnost zaporov, kamor ga vodi delo z mladimi prestopniki. Ima izjemen občutek za umetniško interpretacijo na videz vsakdanjega, odtujenega življenja v zaporih.
Na Slubanovih fotografijah se družita brezhibna estetika in brezupno vzdušje; oboje se zliva v umetniško dognane celote, ki jih po eni strani zaznamuje »surovost«, neposrednost pri odslikavi tematike, po drugi strani pa njeno povzdignjenje na pretanjeno metafizično raven.

## Življenjepis
Otroštvo je preživel pri teti v Livoldu, majhni vasici na Kočevskem. Da bi starši lahko spremljali sinovo odraščanje, so ga sorodniki neprestano fotografirali. Ko mu je bilo sedem let in pol, je domači Livold zamenjal za Pariz, kjer je obiskoval osnovno in srednjo šolo ter fakulteto. Pri štirinajstih letih se je navdušil nad fotografijo. Po diplomi iz anglo-ameriške književnosti (The Adolescent in American Literature) je svoje znanje o črno-beli fotografiji izpopolnjeval v ateljejih Georgesa Fèvrea v Parizu.
Po daljšem potovanju, je v Franciji začel poučevati angleški jezik. Za nekaj časa se je z družino preselil v Rakitno, vendar se je že leta 1992 zopet vrnil v Pariz. V času njegovega bivanja v Sloveniji je nastal ciklus portretov slovenskih pesnikov z naslovom Srečanja. Razstavljeni so bili še istega leta v ljubljanski Mestni galeriji. Po vrnitvi v Pariz se je celovito posvetil fotografiji. Fotografija je s tem postala njegov način bivanja in obstoja, ker je ni samo ustvarjal, temveč tudi živel.
Že od otroštva razpet med Slovenijo in Francijo, je kot odrasel postal prebivalec sveta, katerega večji del je prepotoval in hkrati zabeležil. Fotografsko se je podal v dve nasprotujoči si okolji: neprodušno omejene zapore za mladoletnike (Francija, Rusija, Ukrajina, Latvija, Moldavija, Gruzija, Slovenija, Srbija, Irska, Gvatemala in Salvador) in prostrano odprte pokrajine na potovanjih (Balkan, obale Črnega in Baltskega morja, Karibi, Jeruzalem, Rusija, Azija s Kitajsko, Japonska, Indonezija, Bali, Kerguelenovi otoki). Potovanja, na katere se odpravlja večkrat na leto, trajajo po nekaj tednov. Iz njih prinaša fotografije, ki niso potopisne niti reportažne, ampak prepoznavne kot Slubanove. Te fotografije prikazujejo kontemplativno in meditativno vživljanje občutljivega subjekta v objekt, ki ga vidi skozi objektiv. Bodisi da z njim poišče in najde človeka, del pokrajine, arhitekture, bodisi banalen predmet, in ne glede na to, ali gre za živo bitje ali stvar, vedno poskuša začutiti njihovo dušo. Šele, ko jo ponotranji v sebi, jo zabeleži tudi z aparatom.
Od leta 1995 vodi fotografske delavnice za mlade prestopnike po zaporih v raznih državah po svetu, kjer zapornike uči skozi objektiv pogledati na svet drugače, prepoznati fotografije z nabojem, ki govorijo o realnem svetu in lastnem doživljanju ter realnosti. Nato pa jih skupaj s svojimi fotografijami razstavi v zaporih in priznanih inštitucijah. Začel je v Franciji, v zaporu Fleury-Mérogis, nadaljeval pa v zaporih Vzhodne Evrope v Srbiji, Sloveniji (Celje–Piskr), Ukrajini, Gruziji, Moldaviji, Latviji in v disciplinarnih mladinskih centrih v Moskvi in Peterburgu. Zadnje čase deluje tudi na Irskem in v Srednji Ameriki (v Gvatemali in Salvadorju). K sodelovanju pri delavnicah v zaporih je povabil tudi svetovno uveljavljene fotografe, kot so Henri Cartier-Bresson, Marc Riboud, William Klein. Na vprašanje, zakaj fotografira zapornike in zapore, odgovarja: »V 19. stoletju so fotografi, ki so potovali na konec sveta, prinesli podobe, ki jih ljudje ne poznajo, druge celine, pejsaže, ljudi, navade. Danes gremo lahko v zelo kratkem času na konec sveta. Eksotična fotografija ni več zanimiva. Bolj zanimivo je tisto, česar ne poznamo. To so institucije, skriti deli našega sveta, ki niso več na drugem koncu planeta, temveč ob nas, a skriti za zidovi.«
Ko ne vodi delavnic v zaporih, potuje. V tišini in samoti ter počasi in dolgo. Njegova potovanja so zelo zahtevna. Na potovanjih, kamor se opravlja z majhno torbo, z Leico, večinoma peš in z zelo počasnimi prevoznimi sredstvi, potuje vedno s ciljem, ne kot turist. Sam pravi: »Ko potujem, ne razmišljam veliko, ne razumem veliko, le doživljam. Vsak korak, ki ga naredim naprej, je tudi globlje vame. In vsak korak, ki ga naredim naprej, je korak v neznano. Na potovanjih po svetu so nastali sledeči ciklusi: Balkans-Transit (1992–1996), Okoli Črnega morja-zimsko potovanje (1997–2000; zanj je leta 2000 prejel nagrado Nièpce), Other shores – The Baltic Sea (2001–2005), Paradise Lost (2000), Jeruzalem(i), Transsibériades, (East to East), Tokyo today, Centro América - De una América la otra.

## Razstave in pomembnejša dela

### Izbor razstav in objav pomembnejših del v Sloveniji
- 2015 Pokrajinski muzej Kočevje, Klavdij Sluban, Livold, Kočevje
- 2015 Galerija fotografija, Izgubljeni raj, Ljubljana
- 2015 Narodna galerija, Srečni dnevi na osamelem otoku, Ljubljana
- 2014 Galerija Fotografija, Instagram - work in progress, Ljubljana
- 2013 Galerija Miklova hiša, Zasebno - osebno - posebno, Ribnica
- 2013 Muzej sodobne umetnosti Metelkova, Sedanjost in prisotnost, Ljubljana
- 2013 Projekcija in predstavitev v Šeškovem domu, Kočevje

8. 2. 2013 ob prejetju nagrade Deklica s piščalko. To priznanje se podeljuje ljudem, ki so povezani s Kočevsko in ustvarjajo presežke na     področju umetnosti, humanističnih znanosti in kulture.
- 2013 Foto Pub festival, Novo mesto

Kot umetniški vodja 13. edicije Fotopub festivala, je K. Sluban je za temo festivala izbral Odtujenost.
- 2013 Galerija Miklova hiša, Družinski album iz Livolda (1978–1983), Ribnica

Ob razstavi publikacija knjige Družinski album iz Livolda (1978–1983) / L´album familial de Livold (1978–1983) / Livold family album  (1978–1983), besedili Jure Mikuž in Klavdij Sluban, št. strani 51, Galerija Miklova hiša
- 2013 Galerija Miklova hiša, Ex patrioti, Ribnica
- 2012 Galerija Fotografija, Druga obrežja – Baltsko morje / Other shores – The Baltic Sea, Ljubljana
- 2012 Galerija Vžigalica, Vzhodno od vzhoda / East to East, Ljubljana
- 2010 Slovenska kinoteka, Ljubljana

Projekcija DVD-ja / filma Klavdij Sluban 10 ans de photographie en prison, DVD on 10 years of photography in prisons, L’oeil Électrique Éditions, Rennes, Francija, 2005.
- 2010 Galerija sodobne umetnosti Celje, Okolje Consulting Art Collection, Celje
- 2007 Sinagoga, Nova F, Sodobna fotografija na Slovenskem / Szloveniai kortars fenykepeszet, Lendava
- 2006 Umetnostna galerija, Nova F, Sodobna fotografija na Slovenskem / Slovene Contemporary Photography, Maribor
- 2005 Moderna galerija, 7 grehov: Ljubljana – Moskva / 7 Sins: Ljubljana – Moskva, Ljubljana
- 2005 Galerija Miklova hiša, Ribnica
- 2005 Koroška galerija likovnih umetnosti, Živeti / 2 Live, Mednarodna fotografska razstava, Slovenj Gradec
- 2003 Muzej moderne umetnosti, Prečenja, Ljubljana. Pregled deset let fotografije (1992–2002) v sodelovanju z Maison Européenne de la   Photographie, Pariz

Ob razstavi publikacije kataloga Ex-, besedili Philippe Pascal, Klavdij Sluban, št. strani 101, Moderna galerija.
- 2003 Galerija sodobne umetnosti, V oklepaju (mladoletniki v zaporih), Celje

Fotografije K. Slubana in mladih zapornikov, ki so nastale na delavnicah v celjskem Piskru med 1999 in 2002.
- 1997 Cankarjev dom, Balkan transit, Ljubljana
- 1992 Mestna galerija, Srečanja – portreti slovenskih pesnikov.

Ob razstavi, publikacija knjige Srečanja – portreti slovenskih pesnikov/ Rencontres - portraits de poètes Slovènes, besedilo Brane Kovič, št. strani 70, Centre culturel français, Ljubljana.

### Izbor razstav v Franciji in izbor mednarodnih razstav
- 2015 Biblioteca Mario de Andrade, Sao Paulo, Brazilija
- 2015 Galerie Klüser, Münich, »Habiter l'exil , življenje v izgnanstvu,  fotografije K. Sluban +  12 risb Victor Hugoja, Nemčija
- 2015 FORMAT International Photography Festival, Velika Britanija
- 2015 TBILISSI PHOTO FESTIVAL, Musée de la Maison des Écrivains, »Habiter l'exil (življenje v izgnanstvu)«, Gruzija
- 2015 Centre d'Art Photogrpahique, Villa Perrochon, Niort, Francija
- 2015 Narodna galerija, Ljubljana, Slovenija
- 2015 Musée d'Art Contemporain, Hambourg, »100 ans de Leica (100 let Leice)«, Nemčija
- 2014 Triennal of photography, Hambourg, Nemčija
- 2014 National Museum of Singapore, SIPF, Singapore International Photo Festival, Singapur
- 2014 Musée des Beaux-Arts, Guernesey
- 2014 Maison de Victor Hugo, Paris, Habiter l'exil,  življenje v izgnanstvu, sélection officielle du Mois de la Photo.
- 2013 Musée Niépce, Chalon-sur-Saône, retrospektiva: Après l'obscurité / After darkness (1992-2012)
- 2012 Galerija Fotografija, Druga obrežja-Baltsko morje, Ljubljana, Slovenija
- 2012 Art Fair Paris, Grand Palais, Clair Galerie, Pariz, Francija
- 2012 Rencontres d'Arles, sélection officielle, 43ème édition, Jours heureux aux îles de la Désolation /Happy Days on Desolation Islands, 1. umetniška rezidenca na Kuerguelenovih otokih, Indijski ocean
- 2012 Guernesey Photography Festival, Anglija
- 2012 Tbilissi Photo Festival, Gruzija
- 2012 L'imaginaire d'après nature, Henri Cartier-Bresson / Transsibériades, K. Sluban, Château de la Hulpe, Folon Foundation, Bruselj, Belgija
- 2011 Paris Photo, Grand Palais, Galerija Fotografija, Pariz, Francija
- 2011 Contemporary Art Centre, Toulon, Hôtel des Arts, Confins, (katalog, 96 strani)
- 2011 Box Galerie, Bruselj, Belgija
- 2011 Centre Atlantique de la Photographie, Brest, Francija
- 2011 Lishui 14th International Photography Festival, Kitajska
- 2011 View York - Nine Perceptions, Galerie °Clair, München, Nemčija
- 2010 Rencontres d’Arles 2010 – Festival de Photographies –Transsibériades
- 2010 Palazzo Duchi d’Acquaviva, Museo Archeologico, All'Est del'Est, Atri Festival, Italija
- 2010 Contemporary Art Centre, La Base Sous Marine, Bordeaux, Itinéraires des Photographes Voyageurs, De Transverses à Transsibériades, (1991-2009)
- 2010 Museo Nacional de Antropología de el Salvador (MUNA), Tiempo suspendido Fotografije mladih zapornikov iz Tonacatepeque in Izalco, Salvador, narejene med delavnicami z mladimi prestopniki tople Maras, ki jih je vodil K. Sluban v letu 2010.
- 2009 Rencontres d’Arles (nagrada: European Publishers Award for Photography 2009), predstavitev in projekcija, Théâtre Antique
- 2009 Galerie Taïss, Pariz, Francija
- 2009 Artcurial, Pariz, Francija
- 2009 Photo Beijing Art Fair, Photo Beijing 2009, Lipao gallery, Kitajska
- 2009 Photo Beijing 2009, Aura gallery, Kitajska
- 2009 L’Imagerie, Lannion, Francija
- 2008 Museum of Texas Tech University, Texas, ZDA
- 2008 Hôtel de Sauroy gallery, Paris, »Mois de la Photo« - uradna selekcija, Francija
- 2008 Photography biennale, Lyon, France, razstava »Forth and back«, barvne fotografije in predstavitev/projekcija 5’30’’
- 2008 Beau Geste gallery, Šanghaj, Kitajska
- 2008 Espace Saint-Cyprien, Toulouse, Francija
- 2008 Plazza 66 gallery / Life Magazine, Šanghaj, Kitajska
- 2007 Aura gallery, Šanghaj, Kitajska (katalog, 98 strani)
- 2007 Bolzano Arts Centre, Bolzano, Italija
- 2007 Fine-Arts Museum, Caen, Francija
- 2007 Sirius Arts Centre, Irska
- 2007 Fotografia Europea, Photography Festival of Reggio Emilia, Chiostri di San Domenico, Italija, razstava po naročilu o Berlinu (skupinski katalog, 372 strani)
- 2006 Harvard University, ZDA
- 2006 Museum of Modern Art, Gvatemala
- 2006 National Gallery, Džakarta, Indonezija (katalog, 88 strani)
- 2006 Guangzhou Museum of Art, Canton, Kitajska (retrospektiva s katalogom, 320 strani)
- 2006 Shanghai Art Museum, Meishuguan, Kitajska
- 2006 National Museum, Krakov, Poljska
- 2005 Museum of Photography, Helsinki, Finska
- 2005 National Museum of Estonia, Talin, Estonija
- 2005 Festival of Photography in Central America, San José, Kostarika (katalog)
- 2004 Millennium Museum for Contemporary Art, Peking, Kitajska
- 2004 Gallery of Art of the Union of Artists, Riga, Latvija
- 2004 Festival Chroniques Nomades, Honfleur, Francija
- 2004 Cloître St.-Louis Avignon, Francija
- 2003 Moderna galerija Ljubljana, Ljubljana, Slovenija (katalog Ex-, 106 strani)
- 2003 PIP, International Festival of Photography Pingyao, Pingjao, Kitajska (skupinski katalog, 28 strani)
- 2003 Image et Paysage, razstava 16 francoskih fotografov, Džakarta, Indonezija (izvedba razstave in kataloga: AFAA)
- 2003 The Spirit of Globalization, International Festival of Skopelos Centre of Photography, Skópelòs, Grčija (skupinski katalog)
- 2002 Transverses, pregled fotografij zadnjih desetih let, Maison Européenne de la Photographie, Pariz, Francija (monografija Transverses, 188 strani, založba MEP)
- 2002 Paradise Lost, Pablo de la Torriente Brau gallery, Havana, Kuba
- 2002 Jérusalem(s), razstava, predstavljena na bližnjevzhodnih okupiranih področjih (Gaza)
- 2002 Paradise Lost, Galerie du Château d’Eau, Toulouse, Francija (katalog, 28 strani)
- 2002 Encontros da Imagem, Braga festival, Braga, Portugalska (skupinski katalog)
- 2001 Musée d’art haïtien, Port-au-Prince, Haiti
- 2001 Photography gallery, Santo Domingo, Dominikanska republika
- 2001 Centre Méditerranéen de la Photographie, Bastia, Korzika, Francija
- 2001 Historical Museum of Tbilissi, »The Caravanserail« gallery, Gruzija
- 2000 FNAC Photo Galleries, dobitnik nagrade Niépce, Pariz, Francija
- 2000 Rencontres du livre européen, Museum of Literature, Sarajevo, Bosna in Hercegovina
- 2000 Pouchkine Museum, Odesa, Ukrajina (katalog, 34 strani)
- 1999 Institut du Monde Arabe, naročilo in skupinska razstava na temo oljke, Pariz, Francija (katalog, 108 strani)
- 1998-2000 Autour de la mer Noire

Razstava predstavljena v črnomorskih državah ob podpori francoskih kulturnih centrov in inštitutov.
- 1998-2000 K. Sluban et les jeunes détenus de Fleury-Mérogis: les lieux d’un piège, Maison Européenne de la Photographie (v okviru Meseca fotografije), Pariz, Francija (skupinski katalog, 328 strani)
- 1998-2000 Balkans-Transit, Grazia Neri gallery, Milano, Italija
- 1997 Tokyo Today, Metropolitan Museum of Photography of Tokyo

Potujoča razstava po Japonski in Evropi: Royal Museum of Architecture, Kopenhagen, Danska; ob razstavi, ki je bila predstavljena tudi v Stockholmu, Luksemburg in Lizboni, je izšla knjiga Tokio Today, založba Idéodis, Pariz, Francija.
- 1997 Rencontres Internationales de la Photographie d’Arles, Palais de l’Archevêché, Arles, Francija
- 1997 Palazzo Pubblico, Siena, Italija
- 1997 Encontros de Fotografia in Coimbra, Galeria do Atrio, Portugalska
- 1997 Balkans-Transit, Mala Galerija, Cankarjev dom, Ljubljana, Slovenija
- 1995-1996 Balkans-Transit, razstava, predstavljena v balkanskih državah ob podpori Francoskega inštituta
- 1995 Mediterranea, 5th Interrnational Photography Biennale, Fondazzione Rivetti, Torino, Italija
- 1994 D’Est en Ouest, Musée National d’Art Moderne, Beaubourg-Centre Pompidou, Pariz, Francija (katalog, založba Filigranes, 24 strani)

## Publikacije
- 2013 Bejrut, založba Steidl, Nemčija. Razstava po naročilu o Bejturu (izdano jeseni 2013)
- 2009 Transsibériades, Nagrada evropskih založnikov za fotografijo 2009, Actes Sud, Francija/ East to East, Dewi Lewis, Anglija/ Go East, Braus, Nemčija/ East to East, Lunwerg, Španija/All’Est dell’Est, Peliti, Italija/ Apeiron, Grčija/ 150 strani, besedilo Erri De Luca
- 2005 Klavdij Sluban 10 ans de photographie en prison, L’oeil Électrique Éditions, Rennes, Francija DVD on 10 years of photography in prisons.
- 2005 Entre Parenthèses, Photo Poche, Založba Actes Sud 2005, (coll. Société), 10 ans de photographies sur les adolescents en prison (Francija, bivša Jugoslavija, bivša Sovjetska zveza)
- 2002 Transverses, pregled desetih let fotografije (1992-2002), založba Maison Européenne de la Photographie, Pariz, Francija
- 2001 La Confusion des Genres en Photographie, založba Bibliothèque Nationale de France, Pariz (z besedili Marka Haworth-Bootha in Anne Wilkes Tucker)
- 1997 Balkans – Transit, besedilo François Maspero, založba Seuil, zbirka Fiction Et Cie, Pariz (Prix Radio France Internationalel, mehko vezana knjiga)

## Dokumentarni filmi o Klavdiju Slubanu
- 2015: Em Arujá, adolescentes da fundação casa recebem fotógrafo francês para oficina, G1, 2:39 min[mrtva povezava]
- 2015: Klavdij Sluban realiza oficinas de fotografia na Fundação CASA, 2:24 min
- 2015: Fotógrafo Klavdij Sluban visita jovens da CASA, TV Globo, 5:07 min
- 2002: serija Derrière la Page, Coup d’oeil / Arte, Metropolis, 8 min
- 2001: serija Photos – Photographes, Cndp / La 5ème, 13 min
- 2001: L’amour tout court – Henri Cartier-Bresson, Les Films à Lou / Arte, 90 min
- 1997: Metropolis, Arte, 15 min

## Ciklus o zaporih
Leta 1995 je Klavdij Sluban začel voditi delavnice v Centru za mlade zapornike v Fleury-Mérogis (Esonne). Ob koncu vsake delavnice, na kateri gostijo velike umetnike – Henri Cartier-Bresson, Marc Riboud, William Klein – pripravijo v zaporu razstavo del. V obdobju med letoma 1998 in 2004 je razvijal projekt z mladimi zaporniki v državah bivše Sovjetske zveze (Rusija, Ukrajina, Gruzija, Moldavija, Latvija), v poboljševalnih zavodih Mojžajsk in Ikcha v bližini Moskve, Kolpino blizu St. Peterburga, Tibilisiju in Khoni v Gruziji, Lipcani v Moldaviji in Cesis v Latviji. Leta 2000 je vodil fotografsko delavnico v Zavodu za prestajanje mladoletniškega zapora in kazni zapora Celje, edini tovrstni ustanovi v Sloveniji. Leta 2006 je ustanovil nove fotografske delavnice v zavodu Saint-Patrick v Dublinu, na Irskem. Od leta 2007 sodeluje z najstniki iz tolp (»maras«) v Srednji Ameriki: v Zona 18 in zaporih Chimaltenango v Gvatemali ter zaporih Izalco in Tonacatepeque v Salvadorju. Od leta 2007 tako vodi v zaporih letno eno ali dve fotografski delavnici.

## Nagrade
- 2014: nagrada Trend in skupna knjiga vseh zmagovalcev, Slovenija
- 2013: nagrada Deklica s piščalko, Kočevje, Slovenija
- 2009: nagrada European Publishers Award for Photography
- 2008: nagrada Centre National des Arts Plastiques/ Ministry of Culture
- 2004: nagrada Leica, Medal of Excellence
- 2001: štipendija FIACRE francoskega ministrstva za kulturo
- 2000: nagrada Prix Niépce, 2000 (glavna nagrada za fotografijo v Franciji)
- 1998: nagrada Villa Médicis Hors-les-Murs, 1998 (za projekt o Črnem morju)
- 1996: štipendija za pomoč pri ustvarjanju projekta o zaporih, 1996, DRAC, Ile-de France

## Zbirke
Fotografije Klavdija Slubana hranijo v svojih zbirkah naslednje inštitucije/ustanove:
- Fonds National d’art Contemporain, Pariz, Francija
- Bibliothèque Nationale de France, Pariz, Francija
- Maison Européenne de la Photographie, Pariz, Francija
- Musée National d’art Beaubourg, Pariz, Francija
- Musée Niépce, Francija
- The Metropolitan Museum of Photography of Tokyo, Tokio, Japonska
- The collections of the FNAC galleries, Pariz, Francija
- NSM Vie/ABN-AMRO, Pariz, Francija
- Museum of Photography, Braga, Portugalska
- Galerie du Château d’Eau, Toulouse, Francija
- Musée Réattu, Arles, Francija
- Pouchkine Museum, Odesa, Ukrajina
- Shanghai Art Museum, Meishuguan, Kitajska
- Guangdong Museum of Art, Kitajska
- Collection de la Société Générale, Pariz
- Reggio Emilia Museum of Art, Italija
- Harvard University/Edwin C. Cohen’s collection, ZDA